# Tomatenpuree

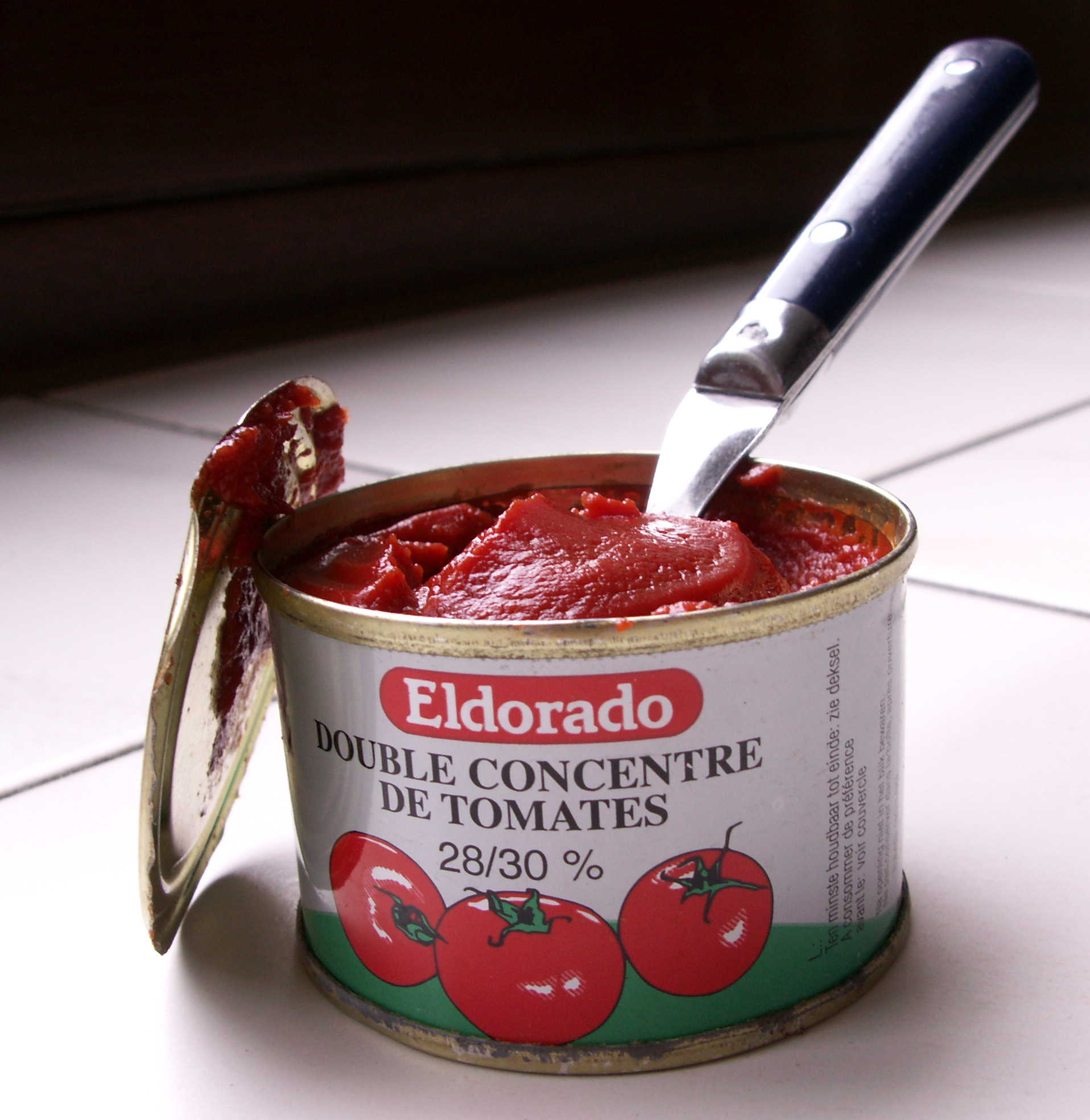
Tomatenpuree

Tomatenpuree (Italiaans: Concentrato di pomodoro) is een puree die verkregen wordt uit fijngemaakte tomaten.
De definities van tomatenpuree verschillen per land. In de Verenigde Staten bestaat tomatenpuree uit verwerkte voedingsmiddelen, meestal alleen tomaten, maar soms ook in gekruide vorm. In Europa is de textuur vergelijkbaar met pastasaus, maar dan iets steviger.
Om tomatenpuree te bereiden worden rijpe tomaten gewassen en de bladeren en de stam verwijderd. Soms wordt ook de huid van de tomaat verwijderd. Vervolgens worden de tomaten gestampt of mechanisch gehakt. De pasta wordt gecreëerd door zoveel mogelijk vocht uit de tomaten te verdampen, door ze in te koken.
Tomatenpuree wordt gebruikt in bijvoorbeeld soepen, stoofgerechten, Italiaanse pastagerechten en sauzen.